# Лаеру
Лаеру (итал. Laerru) је насеље у Италији у округу Сасари, региону Сардинија.
Према процени из 2011. у насељу је живело 904 становника. Насеље се налази на надморској висини од 175 м.

## Становништво
| 1936. | 1951. | 1961. | 1971. | 1981. | 1991. | 2001. | 2011. |
| ----- | ----- | ----- | ----- | ----- | ----- | ----- | ----- |
| 1.161 | 1.463 | 1.521 | 1.232 | 1.166 | 1.115 | 1.029 | 945   |